# Campeonato Mundial de Judo de 2021
El XXXIX Campeonato Mundial de Judo se celebró en Budapest (Hungría) entre el 6 y el 12 de junio de 2021 bajo la organización de la Federación Internacional de Judo (IJF) y la Federación Húngara de Judo.
Originalmente, el campeonato había sido otorgado a la ciudad de Viena (Austria), pero por problemas con la financiación, la IJF le retiró la sede a la capital austríaca.
Las competiciones se realizaron en la Arena Deportiva de Budapest László Papp.

## Medallistas

### Masculino
| Evento          | Oro                              | Plata                           | Bronce                                                      |
| --------------- | -------------------------------- | ------------------------------- | ----------------------------------------------------------- |
| –60 kg (06.06)  | Yago Abuladze · RJF              | Gusman Kyrgyzbayev · Kazajistán | Kəramət Hüseynov · Azerbaiyán · Francisco Garrigós · España |
| –66 kg (07.06)  | Joshiro Maruyama Japón           | Manuel Lombardo · Italia        | Yakub Shamilov · RJF · Yondonperenlein Basjüü · Mongolia    |
| –73 kg (08.06)  | Lasha Shavdatuashvili Georgia    | Tommy Macias · Suecia           | Bilal Çiloğlu Turquía Soichi Hashimoto Japón                |
| –81 kg (09.06)  | Matthias Casse · Bélgica         | Tato Grigalashvili Georgia      | Frank de Wit · Países Bajos · Anri Egutidze · Portugal      |
| –90 kg (10.06)  | Nikoloz Sherazadishvili · España | Davlat Bobonov Uzbekistán       | Krisztián Tóth · Hungría · Marcus Nyman · Suecia            |
| –100 kg (11.06) | Jorge Fonseca Portugal           | Aleksandar Kukolj Serbia        | Varlam Liparteliani Georgia Ilia Sulamanidze Georgia        |
| +100 kg (12.06) | Kokoro Kageura Japón             | Tamerlan Bashayev · RJF         | Roy Meyer · Países Bajos · Yakiv Jammo · Ucrania            |

### Femenino
| Evento         | Oro                          | Plata                     | Bronce                                                       |
| -------------- | ---------------------------- | ------------------------- | ------------------------------------------------------------ |
| –48 kg (06.06) | Natsumi Tsunoda Japón        | Wakana Koga Japón         | Julia Figueroa · España · Mönjbatyn Urantsetseg · Mongolia   |
| –52 kg (07.06) | Ai Shishime Japón            | Ana Pérez Box · España    | Fabienne Kocher · Suiza · Guefen Primo · Israel              |
| –57 kg (08.06) | Jessica Klimkait · Canadá    | Momo Tamaoki Japón        | Nora Gjakova · Kosovo · Theresa Stoll · Alemania             |
| –63 kg (09.06) | Clarisse Agbegnenou Francia  | Andreja Leški Eslovenia   | Anja Obradović · Serbia · Sanne Vermeer · Países Bajos       |
| –70 kg (10.06) | Barbara Matić · Croacia      | Yoko Ono Japón            | Sanne van Dijke · Países Bajos · Michaela Polleres · Austria |
| –78 kg (11.06) | Anna-Maria Wagner · Alemania | Madeleine Malonga Francia | Mami Umeki · Japón · Guusje Steenhuis · Países Bajos         |
| +78 kg (12.06) | Sarah Asahina Japón          | Wakaba Tomita Japón       | Beatriz Souza · Brasil · Maria Altheman · Brasil             |

## Medallero
| Núm. | País         | Oro | Plata | Bronce | Total |
| ---- | ------------ | --- | ----- | ------ | ----- |
| 1    | Japón        | 5   | 4     | 2      | 11    |
| 2    | España       | 1   | 1     | 2      | 4     |
| 2    | Georgia      | 1   | 1     | 2      | 4     |
| 4    | RJF          | 1   | 1     | 1      | 3     |
| 5    | Francia      | 1   | 1     | 0      | 2     |
| 6    | Alemania     | 1   | 0     | 1      | 2     |
| 6    | Portugal     | 1   | 0     | 1      | 2     |
| 8    | Bélgica      | 1   | 0     | 0      | 1     |
| 8    | Canadá       | 1   | 0     | 0      | 1     |
| 8    | Croacia      | 1   | 0     | 0      | 1     |
| 11   | Serbia       | 0   | 1     | 1      | 2     |
| 11   | Suecia       | 0   | 1     | 1      | 2     |
| 13   | Eslovenia    | 0   | 1     | 0      | 1     |
| 13   | Italia       | 0   | 1     | 0      | 1     |
| 13   | Kazajistán   | 0   | 1     | 0      | 1     |
| 13   | Uzbekistán   | 0   | 1     | 0      | 1     |
| 17   | Países Bajos | 0   | 0     | 5      | 5     |
| 18   | Brasil       | 0   | 0     | 2      | 2     |
| 18   | Mongolia     | 0   | 0     | 2      | 2     |
| 19   | Austria      | 0   | 0     | 1      | 1     |
| 19   | Azerbaiyán   | 0   | 0     | 1      | 1     |
| 19   | Hungría      | 0   | 0     | 1      | 1     |
| 19   | Israel       | 0   | 0     | 1      | 1     |
| 19   | Kosovo       | 0   | 0     | 1      | 1     |
| 19   | Suiza        | 0   | 0     | 1      | 1     |
| 19   | Turquía      | 0   | 0     | 1      | 1     |
| 19   | Ucrania      | 0   | 0     | 1      | 1     |
|      | TOTAL        | 14  | 14    | 28     | 56    |